# Mrčkovina
Mrčkovina (Servisch cyrillisch Мрчковина) is een plaats in de Servische gemeente Prijepolje. De plaats telt 33 inwoners (2002).